# Ascochytella stagonosporoidea
Ascochytella stagonosporoidea är en svampart som beskrevs av Gonz. Frag. 1926. Ascochytella stagonosporoidea ingår i släktet Ascochytella, ordningen Pleosporales, klassen Dothideomycetes, divisionen sporsäcksvampar och riket svampar.   Inga underarter finns listade i Catalogue of Life.